# Apicia ischyrizoaria
Apicia ischyrizoaria är en fjärilsart som beskrevs av Dyar 1912. Apicia ischyrizoaria ingår i släktet Apicia och familjen mätare. Inga underarter finns listade i Catalogue of Life.